# M'hamed Benredouane
M'hamed  Benredouane est un homme politique algérien né le 20 août 1950 à Bouinan (Wilaya de Blida) et mort le 3 août 2020 à Alger.
Il est maître assistant en dermatologie au CHU Mustapha Pacha à Alger et animateur TV de l'émission Avis religieux sur Canal Algérie[réf. nécessaire].
M'Hamed Benredouane est ministre des Affaires religieuses dans les gouvernements Ghozali I et Ghozali II en 1991-1992. Il est vice-président de la fondation Émir Abdelkader.